# Ugolino Lorenzetti
Pour les articles homonymes, voir Lorenzetti.

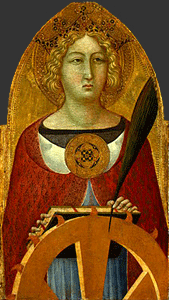
Sainte Catherine d'Alexandrie, 1335 (Washington, National Gallery).

Ugolino Lorenzetti   est le nom donné par Bernard Berenson à un peintre italien gothique de l'école siennoise du XIVe siècle, (précédemment nommé aussi Maestro d'Ovile) par les inspirations évidentes des styles d'Ugolino di Nerio et de Pietro Lorenzetti envers qui il est redevable dans ses compositions.

## Controverses
Sous le nom  d’Ugolino Lorenzetti, inventé par Bernard Berenson, ont été groupées des œuvres peintes à Sienne entre 1320 et 1360 : elles présentent des caractères communs, dérivés du style d'Ugolino di Nerio et  de Pietro Lorenzetti. Certains critiques ont détaché de l'œuvre due à cette personnalité un groupe de tableaux dont l’auteur serait un second artiste, désigné sous le nom de « Maestro d'Ovile » (d'après la « Madone des anges » de l'église San Pietro d'Ovile à Sienne). Selon Milard Meiss, Ugolino-Lorenzetti devrait être identifié avec Bartolomeo Bulgarini, connu par des documents de 1345 à 1378 et auteur d'une tablette de la Biccherna (1353, à l'Archivio di Stato de Sienne).

## Œuvres
- Crucifixion  de la fondation Berenson à Settignano (Florence).
- Nativité  du Fogg Art Museum de Cambridge (Massachusetts).
- Polyptyque avec la Vierge et des saints à la Basilique Santa Croce de Florence de Florence.
- Polyptyque avec la Vierge au Museo dell'Opera Metropolitana del Duomo de Sienne.
- Les Saints Ansanus et Galganus de la Pinacothèque nationale de Sienne.
- Polyptyque de San Cerbone de Lucques avec la Madone et des saints, National Gallery de Washington, Pinacothèque nationale de Lucques et Galerie Capitoline de Rome.
- Crucifixion du Louvre.
- Assomption et deux Madones avec des anges à la Pinacothèque nationale de Sienne.
- Retable de San Pietro d'Ovile.
- La Déploration du Christ, vers 1350. Bois, 40,7 × 48,3 cm, Fogg Art Museum, Cambridge (Massachusetts).
- Sainte Catherine d'Alexandrie, vers (1335), Dimensions : 74 × 42 cm, Washington, National Gallery.

## Sources
- Les « Primitifs » italiens (Histoire de l'art), L’école de Sienne, peintres et œuvres, 3.2.15. Ugolino Lorenzetti
- The Burlington Magazine for Connoisseurs, Vol. 69, No. 404, novembre 1936, p. 242, The Burlington Magazine Publications, Ltd.
- Millard Meiss, Painting in Florence and Siena After the Black Death, The Arts, Religion, and society in the mid-fourteenth century page 148